# NGC 3106
NGC 3106 é uma galáxia lenticular (S0) localizada na direcção da constelação de Leo Minor. Possui uma declinação de +31° 11' 09" e uma ascensão recta de 10 horas, 04 minutos e 05,2 segundos.
A galáxia NGC 3106 foi descoberta em 13 de Março de 1785 por William Herschel.